# Zaporojia (regiune)
Zaporojia (în limbile ucraineană: Запорожжя, Zaporojjea; poloneză: Zaporoże ori Dzikie Pola –  „Câmpiile sălbatice”; rusă: Запоро́жье, Zaporojie) este o regiune istorică situată în regiunea fluviului Nipru, în aval de pragurile Niprului, (porohy, poroża). În linii mari cuprinde teritoriul aflat între Bug și Marea Azov, de la vest la est și între Peninsula Crimeea și vechiul teritoriu al Kievului de la sud la nord.
Astfel, numele regiunii poate fi tradus cu aproximație ca „Teritoriul de dincolo praguri”. În perioada secolelor al XVI-lea – al XVIII-lea, regiunea a avut un statut de teritoriu semi-independent al cazacilor, cu centru administrativ al Siciul Zaporojean.
Regiunea este cuprinsă în Ucraina zilelor noastre, acoperind teritoriul regiunilor Dnipropetrovsk, Zaporijjea și Kirovohrad, ca și unele părți ale regiunilor Herson și Donețk. 

## Istoric
În antichitate a fost locuit de triburi traco-scitice și germanice. Din sec. III-IV va cunoaște o serie de migrații care nu se vor termina până prin sec. XVIII. Ultimii veniți în zonă sunt rușii. 
Revenind la antichitate, trebuie precizat că principalii locuitori ai acestui teritoriu au fost tirageții și cimerienii. Mai târziu, în partea de nord, va cunoaște influența slavo-varegă. Mai multe triburi slave păgâne vor trece către apus prin anumite zone ale Zaporojiei în sec. V-XI. Între timp însă, deja creștinismul fusese propovăduit în partea sudică a acestui teritoriu, ca și în Crimeea, sudul Moldovei, Dobrogea etc de către Sfântul Apostol Andrei și ucenicii acestuia, încă în a doua jumătate a sec. I. Activitatea acestora a dus la formarea primelor comunități creștine în zonă. Teritoriul era în acea vreme sub stăpânire romană, limba latină fiind limba Bisericii creștine în aceste locuri până la începutul sec. VII. Conform studiilor lui Nicolae Iorga, I. Nistor, Dumitru Stăniloaie acest teritoriu face parte din teritoriul de etnogeneză al românilor ca popor. De altfel populația creștină romanică străveche din aceste zone va fi atestată și de izvoarele bizantine din secolele VIII-IX.
În antichitate foarte importante au fost pentru Zaporojia cetățile-colonie grecești Tyras (de la gura Nistrului), Olbia (de la gura Bugului) și Herson (de la gura Niprului, în amonte de Olbia). Prin intermediul lor se desfășurau și legăturile comerciale cu ținuturile slave din regiunea Moscovei de astăzi și cu teritoriile baltice.
Partea de sud a Zaporojiei, din zona pragurilor Niprului până la Marea Neagră va face parte în sec. XII-XIII din Statul berladnicilor, întins de la Carpați până dincolo de Nipru și având capitala la Bârlad. Cu acest stat aveau legături și principatul de Suzdali, și Statul kievean - care a avut de altfel unele conflicte cu berladnicii. 
În sec. XIII teritoriul va intra sub dominație tătară, iar mai târziu sub cea lituaniană și implicit poloneză. Cu toate acestea își va păstra un caracter distinct, un mare rol avându-l cazacii de pe Nipru, cazacii zaporojeni, numiți de mai multe ori în izvoarele lituaniene și poloneze "dacii de la Nipru". Aceștia au fost în permanență foarte legați de Moldova, familiile de frunte ale zaporojenilor fiind înrudite cu cele boierești din Moldova iar domnitorii Moldovei fiind de multe ori și protectori sau conducători ai Zaporojiei. Capitala Zaporojiei, nerecunoscută de Polonia, a fost în general la Cremenciug.
Nu se cunoaște exact dacă autoritatea domnitorilor munteni (Basarabii) se întindea și dincolo de Nistru sau nu (a se vedea Basarabia). Cert este că după preluarea teritoriului deținut de Basarabi la nord de Dunărea de Jos, domnitorii Moldovei vor avea autoritate și dincolo de Nistru, în teritoriul numit astăzi Transnistria (deși nu în hotarele mult micșorate de astăzi) iar în trecut "Satele hănești" (adică dinspre Hanatul Crimeii) sau "Vozia" (după revista din Chișinău Literatura și arta).
În 1455 moldovenii vor pune stăpânire pe castelul pe care, fără autorizația domnitorilor Moldovei, îl ridicaseră frații Senarega la Lerici, la gura Niprului. Încercările făcute sub Petru Aron, Bogdan și iar Petru Aron de frații Senarega de a recupera castelul fură zadarnice, el rămânând sub stăpânirea Moldovei.
Mai târziu, în apropiere se va forma orașul Oceacov, descris în sec. XVI-XVII de către diplomații polonezi ca "cel mai mare târg al Moldovei" sau "cel mai mare târg moldovenesc".
În sec. XVIII teritoriul va intra sub dominație rusească. Recensământul făcut în sudul provinciei, în această perioadă, în regiunea Hersonului istoric va arăta că populația creștină era în imensă majoritate românească. Această situație demografică va fi schimbată de colonizările organizate de Rusia, astfel încât în 1900 românii reprezentau doar un procent aflat între 10 și 25 % (după sursă) din populația regiunii. De altfel, ei în general nu apar în izvoarele rusești țariste sub numele de români, ci de "moldoveni" sau "latinofoni".
Propaganda kieveană din secolul XIX va avea un rol fundamental în ucrainizarea zaporojenilor, ca și a altor populații ne-ucraineene din Podolia, Carpați și alte regiuni.
În sec. XX teritoriul va fi atribuit de Moscova Republicii Socialiste Sovietice Ucraineene, de care ține până astăzi.
Zaporijia a fost numele statului căzăcesc, Armata Zaporijiană, care și-a avut capitala fortificată la Siciul Zaporijian. Din secolul al XV-lea până la sfârșitul celui de-al XVII-lea, Zaporojia s-a aflat în conflict cu Marele Cnezat al Moscovei, Regatul Poloniei și Imperiul Otoman. Deși regiunea s-a aflat sub controlul formal al Poloniei, cazacii nu au fost niciodată pacificați, iar zona era considerată periculoasă, refugiu al briganzilor și proscrișilor, iar locuitorii săi – turbulenți. În afară de numeroasele atacuri ale vecinilor, locuitorii Zaporojiei au trebuit să facă față atât marelui număr de noi refugiați, care soseau din toate regiunile, cât și conflictelor dintre șlahta poloneză și cazacii care se bucurau de o largă autonomie în regiune. În plus, cazacii declanșau deseori raiduri de jaf în regiunile învecinate Imperiului Otoman, ceea ce ducea la campanii de represiune din partea tătarii, vasalii turcilor. 

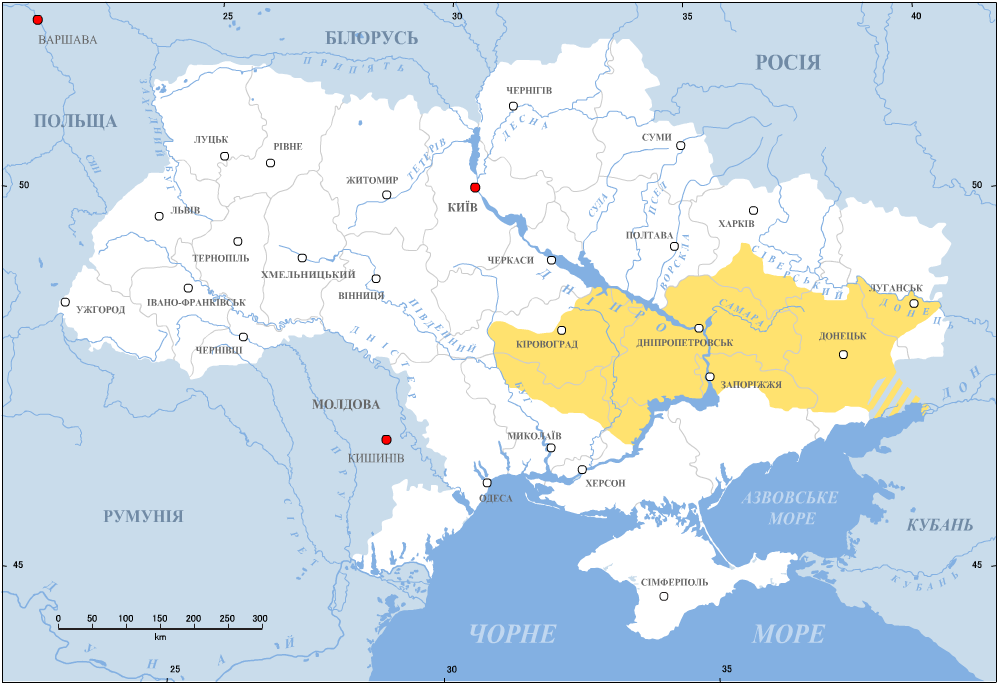
Regiunea Zaporojia (cu galben) în cadrul Ucrainei contemporane

După Tratatul de la Pereiaslav din 1654, Zaporojia a trecut sub suzeranitatea Marelui Cnezat al Moscovei și a fost divizată. Hetmanatul căzăcesc din Ucraina de pe malul stâng și-a stabilit capitala la Ciîhîrîn, iar mai apoi la Baturîn și Hluhiv.
Mult mai independenta regiune a cazacilor din Zaporojia de jos era condusă de la Vechiul Sici, (Stara Sici).  În 1709, țarul Petru I  a ordonat distrugerea Vechiului Sici, forțându-i pe cazaci să se refugieze la Oleșki, pe malul Mării Negre, într-o regiune controlată de Imperiul Otoman. În 1734, rușii le-au permis cazacilor să reînființeze regiunea autonomă ca „Teritoriile libere ale Armatei Zaporojiei” cu capitala la Noul Sici (Nova Sici). În același timp, rușii au adus în regiune numeroși coloniști străini, iar în 1775 au distrus Noul Sici definitiv, incorporând teritoriul în Rusia.

## Orașe importante

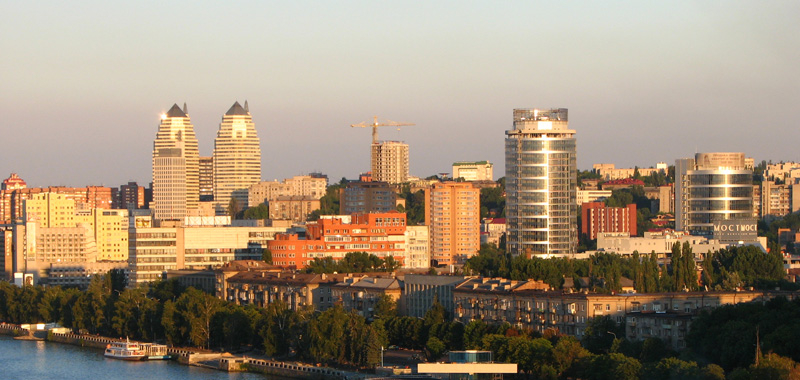
Dnipro

|    | Oraș         | Populație (2015) | Regiune administrativă  | Drept de cetate |
| -- | ------------ | ---------------- | ----------------------- | --------------- |
| 1. | Dnipro       | 989.437          | Regiunea Dnipropetrovsk | 1778            |
| 2. | Zaporijjea   | 757.617          | Regiunea Zaporijjea     | 1806            |
| 3. | Krîvîi Rih   | 647.727          | Regiunea Dnipropetrovsk | 1919            |
| 4. | Kamianske    | 240.682          | Regiunea Dnipropetrovsk | 1917            |
| 5. | Kropîvnîțkîi | 232.314          | Regiunea Kirovohrad     | 1775            |

## Legături externe
- ”Transnistria, o țară plină de români” (și despre Zaporojia), stiri.ortodoxe.org